# Michal Opatrný
Michal Opatrný (* červen 1978, Praha) je český teolog a jáhen, který se specializuje na vztah pastorální teologie a sociální práce i dalších pomáhajících profesích. Působí na Teologické fakultě Jihočeské univerzity. V roce 2019 byl oceněn stipendijním programem Humboldt Research Fellowship for Experienced Researchers.
6. prosince 2023 byl zvolen 8. děkanem Teologické fakulty JU v Českých Budějovicích pro období 2024-2028.

## Život
Michal Opatrný pochází z Prahy. Vysokoškolské studium absolvoval na Teologické fakultě Jihočeské univerzity. Doktorát získal na Katholisch-Theologische Universität Linz v Rakousku s tématem disertační práce Caritas als Ort der Evangelisierung. Docentem byl jmenován v r. 2013 na Jihočeské univerzitě. Jako jáhen působí ve farnosti Hluboká nad Vltavou.
K jeho dalším významným vědecky působícím příbuzným patří český historik a iberoamerikanista Josef Opatrný působící na FF UK, katolický kněz a pastorální teolog Aleš Opatrný, který působil na KTF UK a Tomáš Opatrný, který vědecky působí na PřF UPOL. Jedním z historicky nejvýznamnějších předků byl Bohumil Opatrný, římskokatolický kněz, který v letech 1932 až 1941 a znovu od roku 1946 působil jako generální vikář pražské arcidiecéze a v letech 1941 až 1946 jako její kapitulní vikář.

## Dílo (výběr)

### Monografie
- Opatrný, M. a kol. Spiritualita v sociální práci se seniory, Brno 2023, CDK, ISBN 978-80-7325-575-6.
- Opatrný, M. & Šimr, K. a kol. Cirkev v době pandemie, Brno 2023, CDK, ISBN 978-80-7325-563-3.
- Sociální práce a teologie: Inspirace a podněty sociální práce pro teologii, Praha 2013, Vyšehrad, ISBN 978-80-7429-408-2.
- Charita jako místo evangelizace, České Budějovice 2010, Jihočeská univerzita v Českých Budějovicích, ISBN 978-80-7394-250-2.[6]

### Projekty
- Projekt č. TL03000376 v programu aplikovaného výzkumu TAČR Éta SPESW – Postgraduální vzdělávání sociálních pracovníků pro oblast spirituality v sociální práci ve službách pro seniory (2020–2023) – hlavní řešitel
- Projekt č. TL02000390 v programu aplikovaného výzkumu TAČR Éta Odborná příprava vězeňských kaplanů s ohledem na specifika vězeňského prostředí (2019–2021) – spoluřešitel